# Janet Blair
Janet Blair, pseudonimo di Martha Jane Lafferty (Altoona, 23 aprile 1921 – Los Angeles, 19 febbraio 2007), è stata un'attrice statunitense.

## Biografia
Per il suo cognome d'arte, Martha Jane Lafferty trasse ispirazione dalla Contea di Blair in Pennsylvania, lo stato in cui nacque ad Altoona nel 1921.
Come Janet Blair fece il suo debutto cinematografico nel 1941 con la commedia Three Girls About Town e, l'anno successivo, venne messa sotto contratto dalla casa produttrice Columbia Pictures, di cui fu una delle stelle più promettenti negli anni durante la seconda guerra mondiale.
Già dopo un anno dall'esordio, la Blair riscosse grande successo in Mia sorella Evelina (1942), commedia degli equivoci in cui interpretò una ballerina al centro di una serie di malintesi originati da un racconto di ispirazione autobiografica pubblicato dalla propria sorella scrittrice (Rosalind Russell). Successivamente sostituì Rita Hayworth (che aveva rifiutato la parte) quale protagonista accanto a Cary Grant in L'ottava meraviglia (1944), una sorta di favola in cui interpretò il ruolo di una chorus girl il cui fratellino minore Pinky (Ted Donaldson) possiede un bruco danzante.
La Blair fu quindi affiancata a Rita Hayworth nella commedia musicale Stanotte e ogni notte (1945), storia di una troupe inglese di music hall che si rifiuta di cancellare l'unica esibizione in programma a Londra, malgrado il clima di terrore causato dai bombardamenti. La Blair e la Hayworth interpretano due ballerine, rispettivamente Judy Kane e Rosalind Bruce, colleghe sulla scena e amiche nella vita di tutti i giorni, il cui legame viene tragicamente interrotto dalla morte di Judy sotto un bombardamento. Da ricordare nel film il numero musicale The Boy I Left Behind, in cui le due attrici danzano come pin up di guerra, la Hayworth parodiando se stessa, e la Blair facendo il verso a Betty Grable.
Malgrado le buone premesse, nella seconda metà degli anni quaranta la carriera cinematografica della Blair proseguì in maniera discontinua. Tra le migliori interpretazioni di quel periodo sono da ricordare i ruoli di Joanna Sedley nell'avventuroso La freccia nera (1948), accanto a Louis Hayward, e di Ann Elliott nella commedia Lo strano Mr. Jones (1948), al fianco di Red Skelton.
Scaduto il contratto con la Columbia, la Blair rimase lontana dal grande schermo per un lungo periodo. All'inizio degli anni cinquanta decise di cimentarsi con il palcoscenico e accettò il ruolo di Nellie Forbush nel musical South Pacific. L'opera si rivelò un trionfo e venne rappresentata ininterrottamente per tre anni, dal 1951 al 1954, per un totale di circa 1.200 repliche, alle quali la Blair fu sempre presente. Altre interpretazioni di rilievo nell'ambito del musical teatrale furono quella nel ruolo di Mame nell'omonimo musical di Jerry Herman, nel tour statunitense del 1969, e quella di Sally in Follies a Los Angeles nel 1972.
Reduce dal grande successo teatrale, l'attrice iniziò a lavorare stabilmente per la televisione e, per il resto del decennio, apparve in serie antologiche quali The United States Steel Hour (1954) e The Ford Television Theatre (1956). Continuò l'attività anche negli anni sessanta, alternando partecipazioni a telefilm come La legge di Burke (1963-1964) ad apparizioni in varietà come The Dinah Shore Chevy Show (1960-1961) e The Red Skelton Show (1963-1964). Tornò in due occasioni sul grande schermo, nella commedia Venere in pigiama (1962) e in La notte delle streghe (1962), un horror di produzione britannica in cui interpretò uno dei rari ruoli drammatici della sua carriera.
All'inizio degli anni settanta, raggiunta la maturità artistica, la Blair interpretò uno dei suoi ruoli più celebri nella serie televisiva La famiglia Smith, impersonando la saggia e paziente Betty, moglie di Chad Smith (Henry Fonda), un sergente della polizia di Los Angeles, alle prese con la routine quotidiana e le vicende familiari che coinvolgono il marito e la sua difficile professione, i problemi adolescenziali dei due figli maggiori Bob e Cindy (interpretati da Ron Howard e Darleen Carr), e la crescita del figlio più piccolo, Brian. La serie andò in onda nella stagione 1971-1972, per un totale di 39 episodi.
Dopo la chiusura de La famiglia Smith, la Blair diradò progressivamente le sue apparizioni televisive. Partecipò ancora a singoli episodi di alcune serie come Marcus Welby (1970-1973), Fantasilandia (1980) e Love Boat (1982). Dopo alcuni anni di assenza tornò un'ultima volta sul set nell'episodio Who Killed J.B. Fletcher? della serie La signora in giallo (1991), in cui interpretò Bertie, una delle componenti femminili di un fan club dedicato alla scrittrice e investigatrice Jessica Fletcher (Angela Lansbury), le quali aiutano la loro beniamina a risolvere l'ennesimo caso di omicidio.

## Vita privata
Dopo il primo matrimonio con il musicista Louis Ferdinand Busch (dal 1943 al 1950), la Blair sposò nel 1952 il regista e produttore Nick Mayo, da cui ebbe due figli, Amanda e Andrew, e da cui divorziò nel 1971.
L'attrice morì il 1º febbraio 2007, all'età di 85 anni, per le complicazioni di una polmonite. È sepolta al Woodlawn Memorial Cemetery di Santa Monica (California).

## Filmografia

### Cinema
- Three Girls About Town, regia di Leigh Jason (1941)
- Blondie Goes to College, regia di Frank R. Strayer (1942)
- Two Yanks in Trinidad, regia di Gregory Ratoff (1942)
- Ombre di Broadway (Broadway), regia di William A. Seiter (1942)
- Mia sorella Evelina (My Sister Eileen), regia di Alexander Hall (1942)
- Nasce una stella (Something to Shout About), regia di Gregory Ratoff (1943)
- L'ottava meraviglia (Once Upon a Time), regia di Alexander Hall (1944)
- Stanotte e ogni notte (Tonight and Every Night), regia di Victor Saville (1945)
- Tars and Spars, regia di Alfred E. Green (1946)
- L'ultimo orizzonte (Gallant Journey), regia di William A. Wellman (1946)
- L'America dei Dorsey (The Fabulous Dorsey), regia di Alfred E. Green (1947)
- Io non t'inganno, t'amo! (I Love Trouble), regia di S. Sylvan Simon (1948)
- La freccia nera (The Black Arrow), regia di Gordon Douglas (1948)
- Lo strano Mr. Jones (The Fuller Brush Man), regia di S. Sylvan Simon (1948)
- Il pollo pubblico n. 1 (Public Pigeon No. One), regia di Norman Z. McLeod (1957)
- La notte delle streghe (Night of the Eagle), regia di Sidney Hayers (1962)
- Venere in pigiama (Boys' Night Out), regia di Michael Gordon (1962)
- The One and Only, Genuine, Original Family Band, regia di Michael O’Herlihy (1968)
- Won Ton Ton, il cane che salvò Hollywood (Won Ton Ton: The Dog Who Saved Hollywood), regia di Michael Winner (1976)

### Televisione
- The Ford Theatre Hour – serie TV, 1 episodio (1948)
- The Chevrolet Tele Theatre – serie TV, 1 episodio (1949)
- The Philco Television Playhouse – serie TV, 1 episodio (1949)
- Armstrong Circle Theatre – serie TV, 1 episodio (1954)
- The Elgin Hour – serie TV, 1 episodio (1954)
- The United States Steel Hour – serie TV, 1 episodio (1954)
- Goodyear Television Playhouse – serie TV, 1 episodio (1955)
- Lux Video Theatre – serie TV, 1 episodio (1955)
- Climax! – serie TV, episodio 1x30 (1955)
- Front Row Center – serie TV, 1 episodio (1955)
- A Connecticut Yankee, regia di Bill Hobin e Max Liebman – film TV (1955)
- One Touch of Venus, regia di George Schaefer – film TV (1955)
- Max Liebman Spectaculars – serie TV, 1 episodio (1956)
- The Ford Television Theatre – serie TV, 1 episodio (1956)
- Celebrity Playhouse – serie TV, episodio 1x34 (1956)
- Screen Directors Playhouse – serie TV, episodio 1x28 (1956)
- Caesar's Hour – serie TV, 1 episodio (1957)
- Alcoa Theatre – serie TV, 1 episodio (1958)
- The Strawberry Blonde, regia di William Corrigan – film TV (1959)
- Around the World with Nellie Bly, regia di Barry Schear – film TV (1960)
- The Chevy Mystery Show – serie TV, 2 episodi (1960)
- Le grandi fiabe (Shirley Temple’s Storybook) – serie TV, 1 episodio (1960)
- The Dinah Shore Chevy Show – serie TV, 3 episodi (1960-1961)
- The Chevy Show – serie TV, 2 episodi (1960-1961)
- The Outer Limits – serie TV, 1 episodio (1963)
- Polvere di stelle (Bob Hope Presents the Chrysler Theatre) – serie TV, 1 episodio (1964)
- Destry – serie TV, 1 episodio (1964)
- The Red Skelton Show – serie TV, 2 episodi (1963-1964)
- La legge di Burke (Burke's Law) – serie TV, 2 episodi (1963-1964)
- Ben Casey – serie TV, episodio 5x26 (1966)
- La famiglia Smith (The Smith Family) – serie TV, 39 episodi (1971-1972)
- Marcus Welby (Marcus Welby, M.D.) – serie TV, 2 episodi (1970-1973)
- Switch – serie TV, 1 episodio (1977)
- Fantasilandia (Fantasy Island) – serie TV, 1 episodio (1980)
- Love Boat (The Love Boat) – serie TV, 1 episodio (1982)
- La signora in giallo (Murder, She Wrote) – serie TV, episodio 7x14 (1991)

## Doppiatrici italiane
- Miranda Bonansea in La freccia nera
- Gabriella Genta in La notte delle streghe